# Liste der Bodendenkmale in der Samtgemeinde Lathen
In der Liste der Bodendenkmale in der Samtgemeinde Lathen sind die Bodendenkmale der niedersächsischen Samtgemeinde Lathen aufgeführt. Die Quelle ist der Denkmalatlas Niedersachsen.
- Bitte beachten Sie, dass diese Liste keinen Anspruch auf Vollständigkeit erhebt.
- Die Angaben ersetzen nicht die rechtsverbindliche Auskunft der zuständigen Denkmalschutzbehörde.
- Es sind nur Daten aus dem Denkmalatlas verarbeitet.
- Der Stand der Liste ist der 31. März 2025.

Samtgemeinde Lathen im Landkreis Emsland

## Allgemein
In den Spalten finden sich folgende Informationen des Bodendenkmales:
| Lage         | geographische Koordinaten                                                           |
| Bezeichnung  | Bezeichnung lt. Denkmalatlas                                                        |
| Beschreibung | Beschreibung lt. Denkmalatlas                                                       |
| ID           | Objekt-ID                                                                           |
| Bild         | Bild, ggf. zusätzlich mit Link zu weiteren Fotos im Medienarchiv Wikimedia Commons. |

## Oberlangen
| Lage                        | Bezeichnung              | Beschreibung | ID       | Bild |
| --------------------------- | ------------------------ | --- | -------- | ---- |
| 52° 51′ 13″ N, 7° 12′ 35″ O | Oberlangen 10, Grabhügel | Durchmesser ca. 16 m und Höhe ca. 0,75 m. Ebenmäßig gewölbt, schwach abgesetzter Rand. Alte Störungen infolge flacher Einsenkungen und Aufwürfe. Ostrand durch Straße von NNW-SSO angeschnitten. | 28962310 | BW   |